# Elizabeth Smylieová
Elizabeth Smylieová (rodným jménem Sayersová, * 11. dubna 1963, Perth) je bývalá australská tenistka. Byla deblovou specialistkou. Vyhrála ženskou čtyřhru na Wimbledonu 1985 a na Turnaji mistryň 1990 (v obou případech v páru s Kathy Jordanovou), prohrála finále Australian Open 1993, US Open 1987 a dvakrát v Londýně (1987, 1990). V mixu triumfovala na Wimbledonu 1991 (s Johnem Fitzgeraldem) a na dvou US Open - 1983 (s Fitzgeraldem) a 1990 (s Toddem Woodbridgem). Přivezla si bronzovou medaili ze ženského debla z olympijských her v Soulu konaných roku 1988, její spoluhráčkou zde byla Wendy Turnbullová. Ve dvouhře se jí na grandslamech dařilo méně, jejím maximem bylo čtvrtfinále na Australian Open 1987. Vyhrála tři turnaje WTA (Sardinia 1982, Kansas 1983, Oklahoma 1987). Jejím maximem na žebříčku WTA bylo 20. místo ve dvouhře (září 1987) a 5. ve čtyřhře (březen 1988). Po skončení hráčské kariéry byla ředitelkou Australian Women’s Hardcourts a také televizní komentátorkou.